# 糖水爷爷事件
糖水爷爷事件是指2022年7月起，卖糖水的小販谢永安在网络上走红以及其后发生的一系列事件。

## 事件发生
糖水爷爷，本名谢永安，河南固始人，因为在湖北武汉摆摊卖糖水17年，一直都是每杯2元人民幣，可免费续杯，从未涨价，而被网友称为糖水爷爷。

## 事件发展
“糖水爷爷”的故事被报道之后，吸引了许多主播前来拍摄短视频，获得了更加广泛的传播。但是随着热度的提升，一些网友开始质疑糖水的卫生问题、造谣老人子孙不孝顺等，令“糖水爷爷”遭受网络暴力，被迫放弃糖水摊，决定回河南老家。